# Norberto Cuesta Dutari
Norberto Cuesta Dutari, (Salamanca, 1907-Salamanca, 1989). matemático y humanista español.

## Carrera[2]
- Licenciado en Ciencias Químicas por la Universidad de Salamanca (1929) y en Ciencias Exactas por la Universidad de Zaragoza (1932).
- Profesor ayudante de la Universidad de Granada (1933-1936).
- Profesor de Bachillerato durante la Guerra Civil en Granada y Teruel, cayó prisionero cuando esta ciudad fue tomada por el Ejército Popular. Prisionero en Valencia y Barcelona, fue movilizado por el Ejército Popular, en el que sirvió hasta abril de 1939.
- Catedrático de Matemáticas en el Instituto de Ávila (1943).
- Doctor en Ciencias Exactas por la Universidad Central de Madrid, 1943.
- Catedrático de Matemáticas en el Instituto Fray Luis de León de Salamanca (1950). Permanecería en el Instituto hasta 1963.
- Catedrático de Mecánica (posteriormente, Análisis Matemático) en la Universidad de Salamanca (1958).
- En 1977 se jubiló. Profesor Emérito hasta 1983.

## Otros aspectos
Cuesta fue un hombre de amplia cultura, que se interesó por diversas ramas del saber. Además de destacado matemático, fue historiador de las matemáticas y experto en los conceptistas del siglo XVII, en particular en Baltasar Gracián. Su gran magisterio fue elogiado por Roberto Centeno, alumno suyo en el IES Fray Luis de León, en una reciente entrevista.
En su aspecto público, fue concejal del Ayuntamiento de Salamanca.

## Legado
Cuesta no llegó a crear escuela. Produjo únicamente dos doctores y pocos de los matemáticos posteriores a él pueden considerarse discípulos suyos. Algunos de los matemáticos relacionados con Cuesta son:

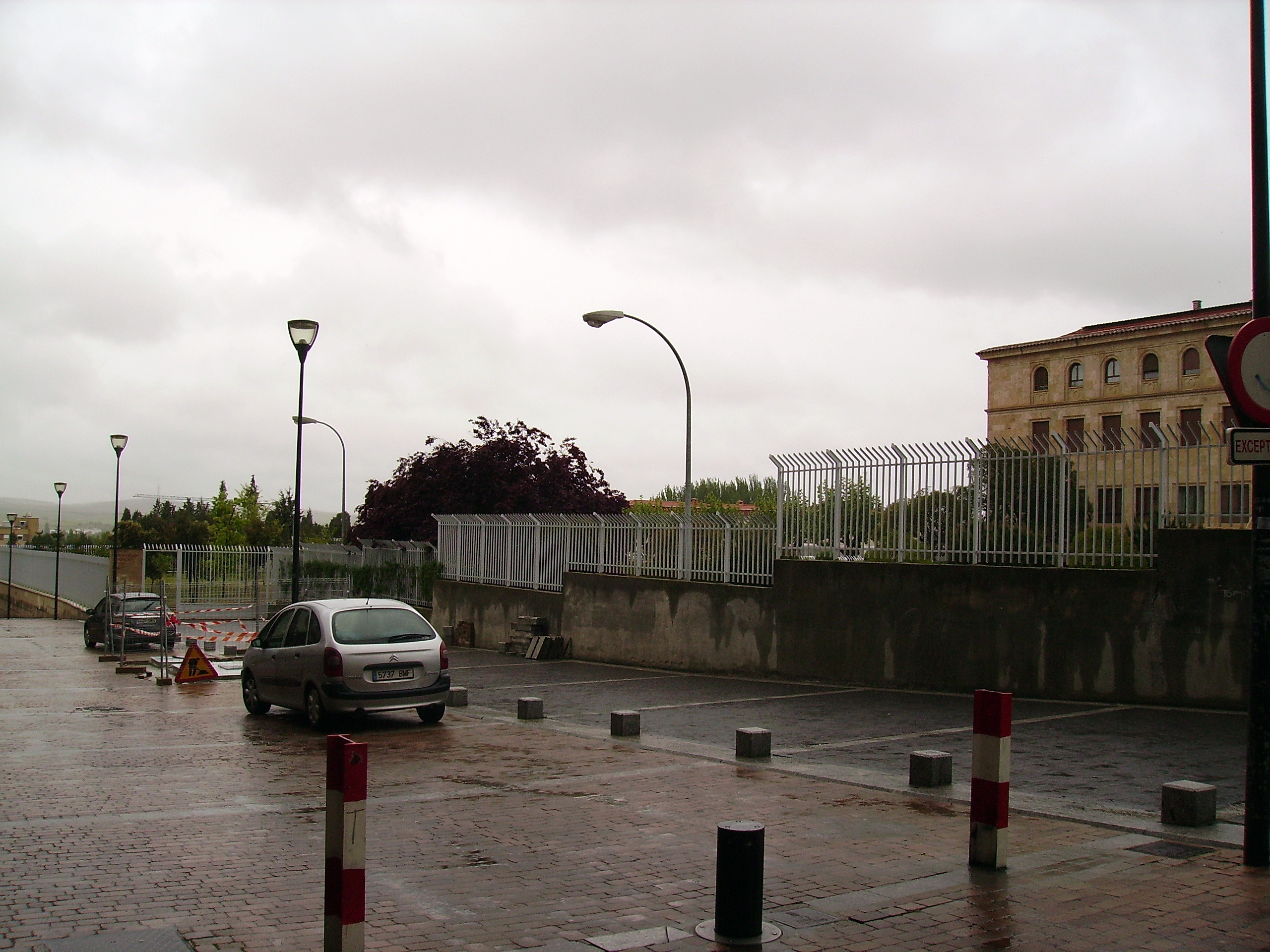
Calle de Norberto Cuesta Dutari en salamanca

- Daniel Hernández Ruipérez, catedrático de Geometría y Topología y rector de la Universidad de Salamanca. Fue alumno suyo en la Facultad de Matemáticas de Salamanca.
- José Miguel Pacheco Castelao, catedrático del área de Matemática Aplicada en la Universidad de Las Palmas de Gran Canaria. Ha publicado extensamente sobre la vida y obra de Cuesta, que fue Presidente del Tribunal que juzgó su tesis doctoral.
- José Coca Prados, catedrático de Ingeniería Química y Tecnología del Medio Ambiente de la Universidad de Oviedo. Fue alumno de Cuesta durante el Bachiller.
- Pablo Carpintero Organero (Universidad de Santiago de Compostela), cuya tesis doctoral fue dirigida por Cuesta.[4]
- Joaquín Mayorga Sanchón, catedrático de Física y Química alumno de Cuesta en Salamanca en el Instituto Fray Luís de León y en la Facultad de Químicas.
- María Ángeles Isidro Gómez. Su tesis doctoral fue la segunda y última que Cuesta dirigió.
- Ángel Terrero Prieto. Alumno de Cuesta, profesor de reconocida trayectoria en Plasencia.
- Fernando González Conde. Catedrático en ciencias químicas en Plasencia, pupilo de Cuesta en la universidad de Salamanca.

El Profesor Cuesta donó a la biblioteca de la Universidad de Salamanca su biblioteca personal, de más de 5000 libros. Una calle de la nueva zona universitaria de Salamanca lleva su nombre.

## Obras
- Cuesta Dutari, Norberto (1959). Matemática del orden. Madrid: Real Academia de Ciencias Exactas, Físicas y Naturales.
- Cuesta Dutari, Norberto (1974). El maestro Juan Justo García, presbítero natural de Zafra (1752-1830), segundo catedrático de Álgebra de la Universidad de Salamanca desde 1774 y creador de su Colegio de Filosofía en 1792. Salamanca: Universidad de Salamanca.
- Cuesta Dutari, Norberto (1981). La Sinfonía del Infinito: y ya en el paraíso de Euler (99 lecciones de Análisis Matemático). Salamanca: Universidad de Salamanca.
- Cuesta Dutari, Norberto (1984). Las Matemáticas en Europa y en España en tiempos de Torres Villarroel. Salamanca: Universidad de Salamanca.
- Cuesta Dutari, Norberto (1985). Historia de la invención del Análisis Infinitesimal y de su introducción en España. Salamanca: Ediciones Universidad de Salamanca.